# Diebstahl und Absturz einer Beechcraft King Air B200 im März 2019
Den Diebstahl und Absturz einer Beechcraft King Air B200 mit dem Luftfahrzeugkennzeichen A2-MBM verursachte am 23. März 2019 der Südafrikaner Charl Viljoen, Mitarbeiter des Luftfahrtunternehmens Kalahari Air Services. 
Berichten zufolge soll der 37-Jährige das Flugzeug seines Arbeitgebers Kalahari Air Services am nahe gelegenen Flughafen Gaborone-Sir Seretse Khama gestohlen haben und anschließend in einen Hangar und den Tower des Flugplatzes Matsieng bei Rasesa im Südosten des Landes geflogen sein. Zuvor soll er sich, womöglich in betrunkenem Zustand, telefonisch versichert haben, dass seine Ehefrau, mit der es zuvor zu einem Streit gekommen sei, im Gebäude ist. Der Angerufene habe nach dem verdächtig klingenden Anruf sämtliche Personen aus dem Gebäude in Sicherheit gebracht.
Der Flugunfall wird vom botswanischen Directorate of Accident Investigation des Verkehrsministeriums untersucht.

## Ähnlicher Zwischenfall in Botswana 1999
Obwohl sich Pilotensuizide, insbesondere jene mit einer mutwilligen Zerstörungsabsicht, statistisch gesehen eher selten ereignen und die Luftfahrtindustrie des bevölkerungsarmen Botswana sehr klein ist, war dies nach dem Air-Botswana-Flugunfall 1999 bereits der zweite Zwischenfall dieser Art binnen 20 Jahren.